# Мухаммад Адил-шах Сури
Мухаммад Адил-шах Сури (? — апрель 1557) — четвёртый правитель Делийского султаната из династии Сур (1554—1555), позднесредневековой пуштунской династии Северной Индии.

## Биография
Он был сыном Низам-хана Сури, младшего брата султана Шер-шаха Сери. Сестра Адила, Биби Бай, была замужем за Ислам-шахом Сури. Его настоящее имя — Мухаммад Мубариз-хан. Он был ответственен за убийство Фируз-шаха Сури, 12-летнего сына и преемника Ислам-шаха Сури, в 1554 году. Затем он вступил на вакантный престол как последний султан объединённой империи. Мухаммад Адил-шах назначил индуса Хему своим визирем.
В том же 1555 году поднял восстание Ибрагим-шах Сури, губернатор Агры и зять Мухаммада Адил-шаха. Армия Адил-шаха была разбита, а он потерял султанский трон Дели. Вскоре империя, основанная Шер-шахом, была разделена на четыре части. Поскольку Дели и Агра перешли под власть Ибрагим-шаха Сури, под власть Адил-шаха остались только территории от окрестностей Агры до Бихара. Шамсуддин Мухаммад-шах провозгласил независимость Бенгалии в 1554 году. Но вражда не закончилась с разделением империи Шер-шаха.
Ибрагим-шах Сури был разбит Сикандар-шахом Сури в битве при Фарахе, в 32 км от Агры, и, таким образом, потерял Дели и Агру. Вскоре Ибрагим-шах продолжил борьбу с Адил-шахом, но был побежден визирем Хему дважды, в битвах при Калпи и Хануа. Ибрагим-шах укрылся в крепости Баяна, которая была осаждена армией Хему.
Правитель Бенгалии Мухаммад-шах Сур вторгся во владения Мухаммада Адил-шаха и приблизился к Калпи. Адил-шах вынужден был отозвать визиря Хему к Калпи. В битве при Чхапаргхате, около Калпи, бенгальский султан Мухаммад-шах Сур был разбит и убит. Мухаммад Адил-шах захватил Бенгалию и назначил наместником Шахбаз-хана. Мухаммад Адил-шах сделал Чунар своей столицей.
В апреле 1557 года в битве с бенгальским султаном Хизр-ханом Сури (сыном Мухаммад-шаха), Мухаммад Адил-шах был разгромлен и убит.